# Sanae Kikuta
Sanae Kikuta (jap. 菊田 早苗 Kikuta Sanae;  ur. 10 września 1971 w Nerimie) – japoński zawodnik mieszanych sztuk walki. Król Pancrase w wadze półciężkiej w latach 2001–2003 oraz Mistrz Świata ADCC z 2001. Czarny pas w judo. Wieloletni zawodnik PRIDE FC oraz World Victory Road.

## Kariera sportowa
W mieszanych sztukach walki zadebiutował 30 marca 1996 wygrywając turniej Lumax Cup pokonując czterech rywali jednego wieczoru. Sukces powtórzył rok później, wygrywając kolejną edycję Lumax. 15 marca 1998 stoczył debiutancką walkę na gali PRIDE ulegając Brazylijczykowi Renzo Gracie. W latach 1998–2001 występował na lokalnych galach Shooto, DEEP oraz Pancrase, gdzie w tym ostatnim zdobył tytuł mistrzowski w wadze półciężkiej pokonując przed czasem Ikuhisę Minowę.
W 2001 został Mistrzem Świata w submission fightingu organizacji ADCC w kat. 88 kg. Kikuta jest jak dotąd jedynym Japończykiem, któremu udało się zdobyć złoto oraz jednym z dwóch reprezentantów Japonii, którzy stanęli na najwyższym stopniu podium. W 2007 jego rodaczka Sayaka Shioda zdobyła również złoto.
8 sierpnia 2002 przegrał przez KO z Antônio Rodrigo Nogueirą. 30 listopada 2003 stracił tytuł Króla Pancrase na rzecz Yūkiego Kondō. Lata 2004–2006 to zwycięskie pojedynki w Pancrase oraz PRIDE (zwycięstwa m.in. nad mistrzem olimpijskim w judo Makoto Takimoto oraz Francuzem Jean-François Lénogue). Pod koniec 2007 PRIDE zakończyło działalność, a na jej miejsce powstały dwie nowe DREAM oraz World Victory Road – Kikuta związał się z tą drugą tocząc dla niej trzy pojedynki (bilans 2-1), pokonując Chrisa Rice'a i kolejnego mistrza olimpijskiego z judo Hidehiko Yoshidę oraz notując porażkę ze Szwajcarem Yasubeyem Enomoto. Od 2011 występuje na galach organizowanych przez swój klub Grabaka, gdzie pokonał m.in. mistrza turniejowego UFC Ken’ichi Yamamoto.

## Osiągnięcia
Mieszane sztuki walki:
- 1996, 1997: Lumax Cup – dwukrotnie 1. miejsce
- 2001–2003: Król Pancrase w wadze półciężkiej

Grappling:
- 2001: Mistrzostwa Świata ADCC w submission fighting – 1. miejsce w kat. 88 kg

Shootboxing:
- Japan Shootboxing Association – amatorski mistrz w wadze ciężkiej

Judo:
- Zwycięzca zawodów judo regionu Kantō w kat. średniej